# Daniil Michailowitsch Kulikow
Daniil Michailowitsch Kulikow (russisch Даниил Михайлович Куликов; * 24. Juni 1998 in Reutow) ist ein russischer Fußballspieler.

## Karriere

### Verein
Kulikow begann seine Karriere bei Lokomotive Moskau. Zur Saison 2017/18 rückte er in den Kader des Farmteams Lokomotive-Kasanka Moskau. Im Juli 2017 spielte er erstmals für Kasanka in der drittklassigen Perwenstwo PFL. Im November 2017 stand er gegen den FK SKA-Chabarowsk auch erstmals im Profikader von Lok. In der Saison 2017/18 kam er zu 23 Drittligaeinsätzen. Im Oktober 2018 debütierte er im Cup gegen FK Jenissei Krasnojarsk für die erste Mannschaft der Moskauer. In der Saison 2018/19 absolvierte er 16 Drittligapartien.
Im Oktober 2019 debütierte er schließlich auch für Lok in der Premjer-Liga, als er am 13. Spieltag der Saison 2019/20 gegen Achmat Grosny in der 32. Minute für Luka Đorđević eingewechselt wurde. In der Saison 2019/20 kam er insgesamt zu sechs Erstliga- und drei Drittligaeinsätzen. In der Saison 2020/21 etablierte er sich bei Lok und kam zu 25 Ligaeinsätzen, zudem spielte er fünfmal in der UEFA Champions League für die Moskauer. In der Saison 2021/22 kam er zu 17 Einsätzen in der Premjer-Liga. In der Saison 2022/23 machte er 13 Spiele, in der Saison 2023/24 absolvierte er bis zur Winterpause dann nur noch vier Partien.
Im Februar 2024 wechselte Kulikow daraufhin zum Zweitligisten Rodina Moskau.

### Nationalmannschaft
Im November 2020 spielte Kulikow erstmals für die russische U-21-Auswahl.